# Berri
Berri är en ort i Australien. Den ligger i kommunen Berri and Barmera och delstaten South Australia, omkring 200 kilometer öster om delstatshuvudstaden Adelaide. Antalet invånare är 4 330.
Berri är det största samhället i trakten. 
Omgivningarna runt Berri är i huvudsak ett öppet busklandskap. Runt Berri är det mycket glesbefolkat, med 2 invånare per kvadratkilometer. Genomsnittlig årsnederbörd är 299 millimeter. Den regnigaste månaden är februari, med i genomsnitt 67 mm nederbörd, och den torraste är oktober, med 7 mm nederbörd.